# Griloblatoidi
Griloblatoidi (znanstveno ime Grylloblatodea) so majhen, razmeroma slabo poznan red žuželk s približno 25 opisanimi vrstami, ki živijo na velikih nadmorskih višinah v gorah Kitajske, Sibiriji, na Japonskem in zahodu ZDA ter Kanade. Na Japonskem in v Koreji živi nekaj jamskih vrst.

## Opis
So srednje velike žuželke (20–35 mm) brez kril, z mehkim, podolgovatim telesom blede barve in prognatno glavo. Protoraks je kvadratne oblike in večji od ostalih dveh členov oprsja. Na glavi so obustne okončine v obliki grizala in dolge, nitaste tipalnice. Sestavljene oči so reducirane ali povsem manjkajo. Zadek je sestavljen iz desetih dobro razvitih členov in ostankov enajstega, ki nosi cerka s po 5 do 9 členi. Samice imajo kratke ovipozitorje, samci pa asimetrične genitalije. Aktivni so pri nizkih temperaturah ponoči, prehranjujejo se z mrtvimi členonožci in drugim organskim materialom, ki jih iščejo na vlažnih mestih.
Po parjenju samica odloži jajčeca, ki lahko mirujejo do enega leta v vlažnem lesu ali zemlji pod kamni. Imajo nepopolno preobrazbo - nimfe so podobne odraslim živalim, levijo se osemkrat preden odrastejo.

## Sistematika
Griloblatoidi so drugotno brez kril in sodijo v skupino Neoptera, vendar njihov sistematski položaj znotraj te skupine še ni povsem pojasnjen. Po filogenetskih teorijah naj bi bili bodisi vmesni člen med ščurki in kobilicami, bodisi primitivne kobilice. Različne morfološke znake si delijo z nogoprelci, strigalicami in živalmi iz nadreda Dictyoptera, po embrionalnem razvoju pa so podobni kobilicam. Po izsledkih genetskih raziskav predstavljajo sestrsko skupino nadredu Dictyoptera, skupaj z novo odkritim redom bogomolkastih paličnjakov.
Njihov videz je zmedel tudi odkritelja. Prvo opisano vrsto je poimenoval Gryloblatta campodeiformis. Prevod imena bi pomenil nekako »izgleda kot križanec črička, ščurka in dvorepke iz rodu Campodea«. Žival je prvotno uvrstil med kobilice.
Red sestavlja samo ena družina - Grylloblattidae, v katero uvrščamo 5 rodov s 25 poznanimi vrstami.